# Педро Антонио де Арагон
Педро Антонио Рамон Фольк де Кардона, более известный как Педро Антонио де Арагон (исп. Pedro Antonio Ramón Folch de Cardona, Pedro Antonio de Aragón; 17 ноября 1611, Лусена — 1 сентября 1690, Мадрид) — испанский государственный и военный деятель, вице-король Каталонии (1642—1644), вице-король Неаполитанского королевства (1666—1671), президент Совета Арагона (1677—1690), граф де Прадес (1670—1690).

## Биография
Родился 17 ноября 1611 года в Лусене, на территории современной провинции Кордова. Второй сын Энрике де Арагон Фольк де Кардона и Кордова, 5-го герцога Сегорбе и 6-го герцога де Кардона (1588—1640), и Аны Фернандес де Кордова-Фигероа и Энрикес де Рибера (1608—1679).
Культурный человек, он занимал различные важнейшие для Двора должности, став вице-королем и генерал-капитаном Каталонии (1642—1644) в начале Войны жнецов, в которой кавалерия под его командованием потерпела поражение в сражениях при Монтмело и Ла-Гранада. Он был наставником принца Бальтасара Карлоса, после смерти которого он удалился от двора до своего назначения послом в Риме. В 1666 году после отставки своего брата Паскуаля де Арагона Педро Антонио де Арагон сменил его на посту вице-короля Неаполитанского королевства (1666—1671). Во время своего наместничества в Неаполе Педро Антонио де Арагон изгнал французских граждан из Неаполитанского королевства в отместку за Деволюционную войну между Испанией и Францией, а также приказал отправить войска на осаду Кандии и на подавление восстания на Сардинии.
Во время своего десятилетнего пребывания в Италии (1662—1672) он собрал важную художественную коллекцию и уникальную личную библиотеку (около 3600 томов) большой ценности, которую он передал монастырю Поблет после своего возвращения в Испанию. Его останки покоятся там, в фамильном пантеоне герцогского дома Кардона.
В марте 1670 года после смерти своего двухлетнего племянника Хоакина Фернандес де Кардона и Кордова, 8-го герцога де Кардона, 7-го герцога де Сегорбе и 14-го графа де Прадеса (1667—1670), Педро Антонио де Арагон унаследовал титул 15-го графа де Прадеса. Также он безуспешно претендовал на герцогства Сегорбе и Кардона.
Он предстал перед судом с двумя его племянницами и их мужьями, но он умер в Мадриде до того, как дело было раскрыто, что впоследствии создало некоторые проблемы с нумерацией титулов обоих герцогств с тех пор, поскольку, по-видимому, он был слишком быстр, заявив о «законном», самопровозглашенном наследовании обоих герцогств.

## Браки
Педро Антонио де Арагон был трижды женат. Он женился первым браком 11 августа 1629 года в Мадриде на Херониме де Гусман-Давила и Энрикес де Рибере, 2-й маркизе де Повар (1606 — 15 сентября 1641), дочери Энрике Давила Гусмана, 1-го маркиза де Повар, и Каталины де Риберы. У супругов родилась только одна дочь Каталина (1630—1632), которая умерла в детстве. 30 августа 1649 года во втором браке он женился на Ане Фернандес де Кордова-Фигероа-и-Энрикес де Рибера (1608 — 29 сентября 1679), дочери Алонсо «эль-Мудо» Фернандеса де Кордовы и Энрикеса де Рибера, 5-го маркиза де Прьего, и Хуаны Энрикес де Риберы и Хирон. Потомства от этого брака у него не было. Третьим браком 26 сентября 1680 года в Мадриде он женился на Ане Каталине де ла Серда (13 января 1663 — 10 декабря 1698), дочери Хуана Франсиско де ла Серды, 8-го герцога Мединасели, и Каталины Антонии де Арагон и Сандоваль, 9-й герцогини Сегорбе.